# Place d'Iéna
La place d'Iéna est située dans le 16e arrondissement de Paris. 

## Situation et accès

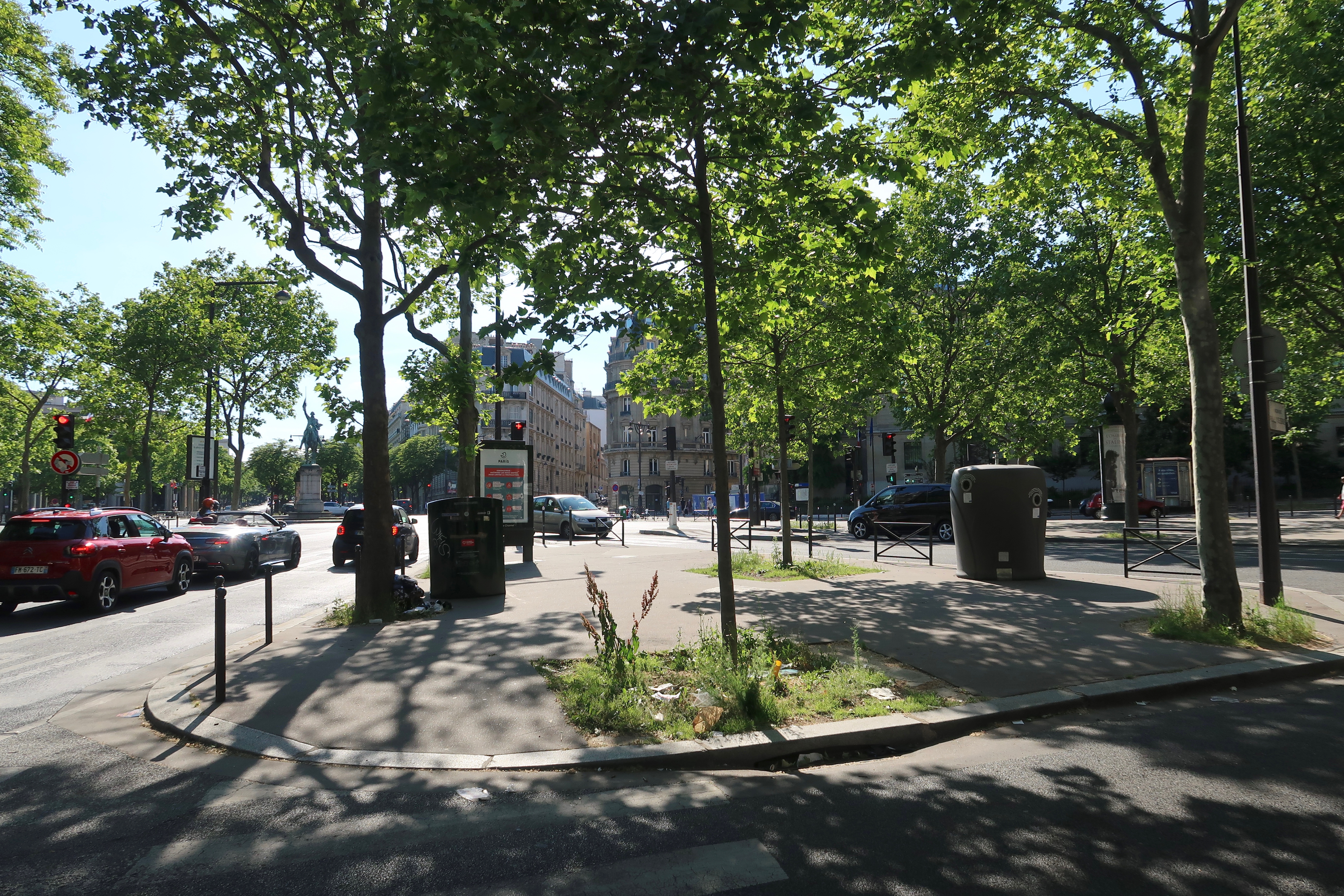
La place, côté sud.

Elle est située à l'intersection des avenues d'Iéna et du Président-Wilson et au débouché de l'avenue Pierre-Ier-de-Serbie et des rues Boissière et de Longchamp.
Le quartier est desservi par la ligne 9, à la station Iéna.
Cette place ne doit pas être confondue avec l'ancienne place d'Iéna devenue place du Louvre.

## Origine du nom
Elle porte le nom de la victoire napoléonienne du 14 octobre 1806.

## Historique

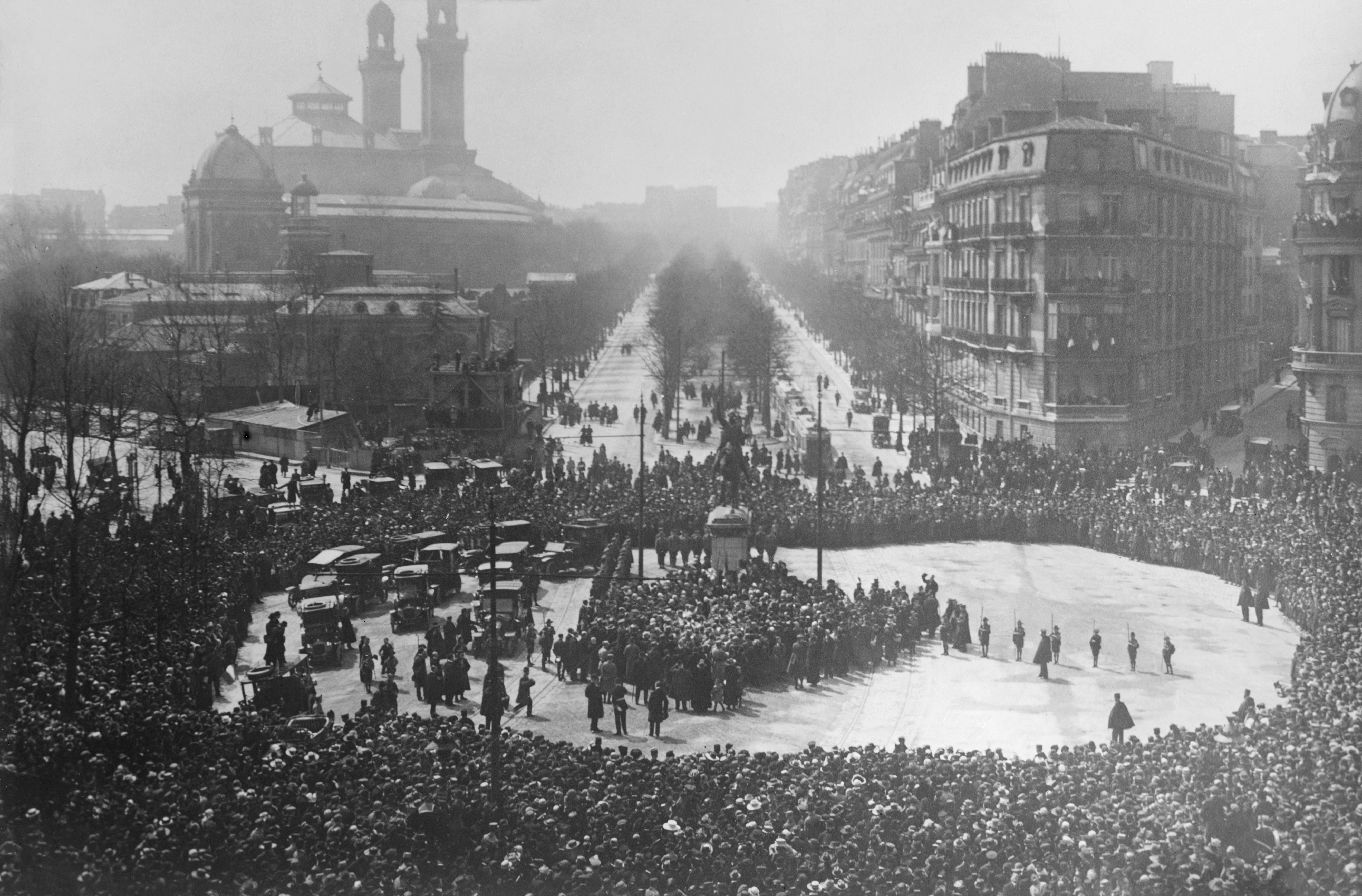
Inauguration de la statue.

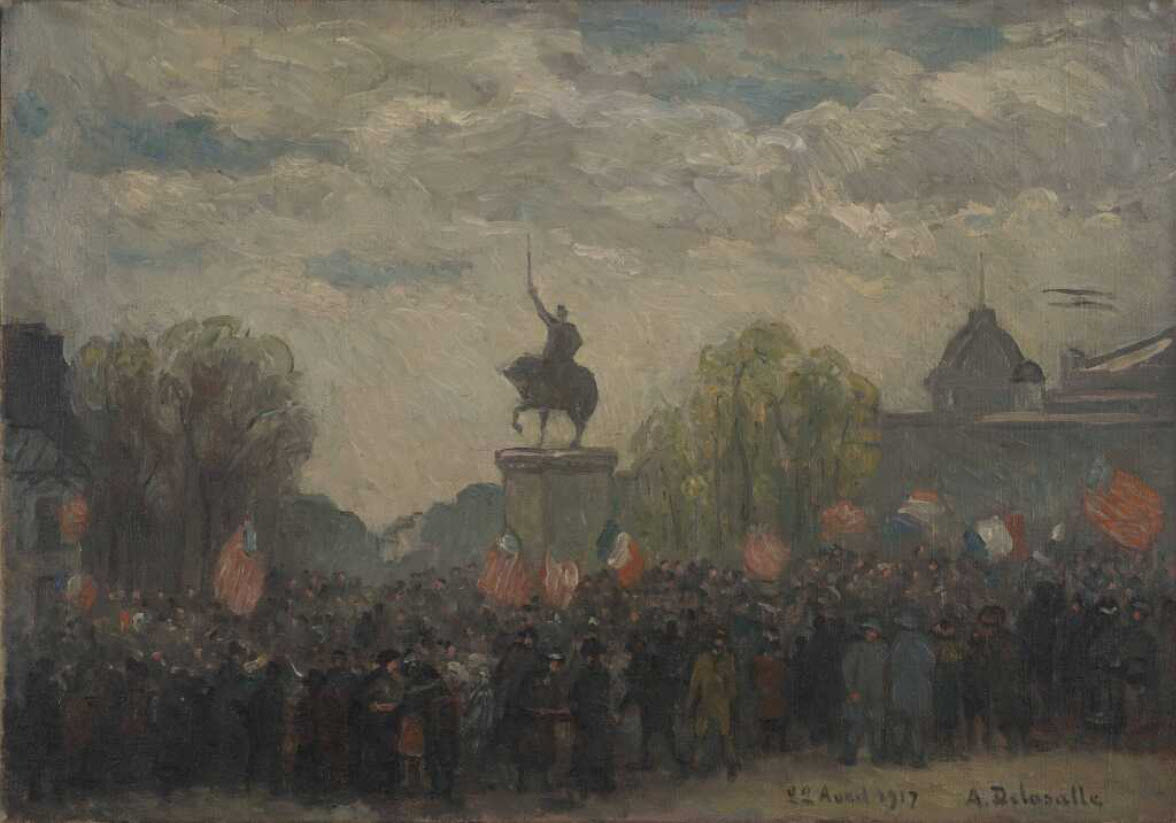
La place d'Iéna le 22 avril 1917 par Angèle Delasalle.

La place est créée en 1858 et prend sa dénomination actuelle en 1878.
La statue équestre de Washington du sculpteur américain Daniel Chester French, qui se trouve au centre de la place, est inaugurée en 1900.

## Bâtiments remarquables et lieux de mémoire

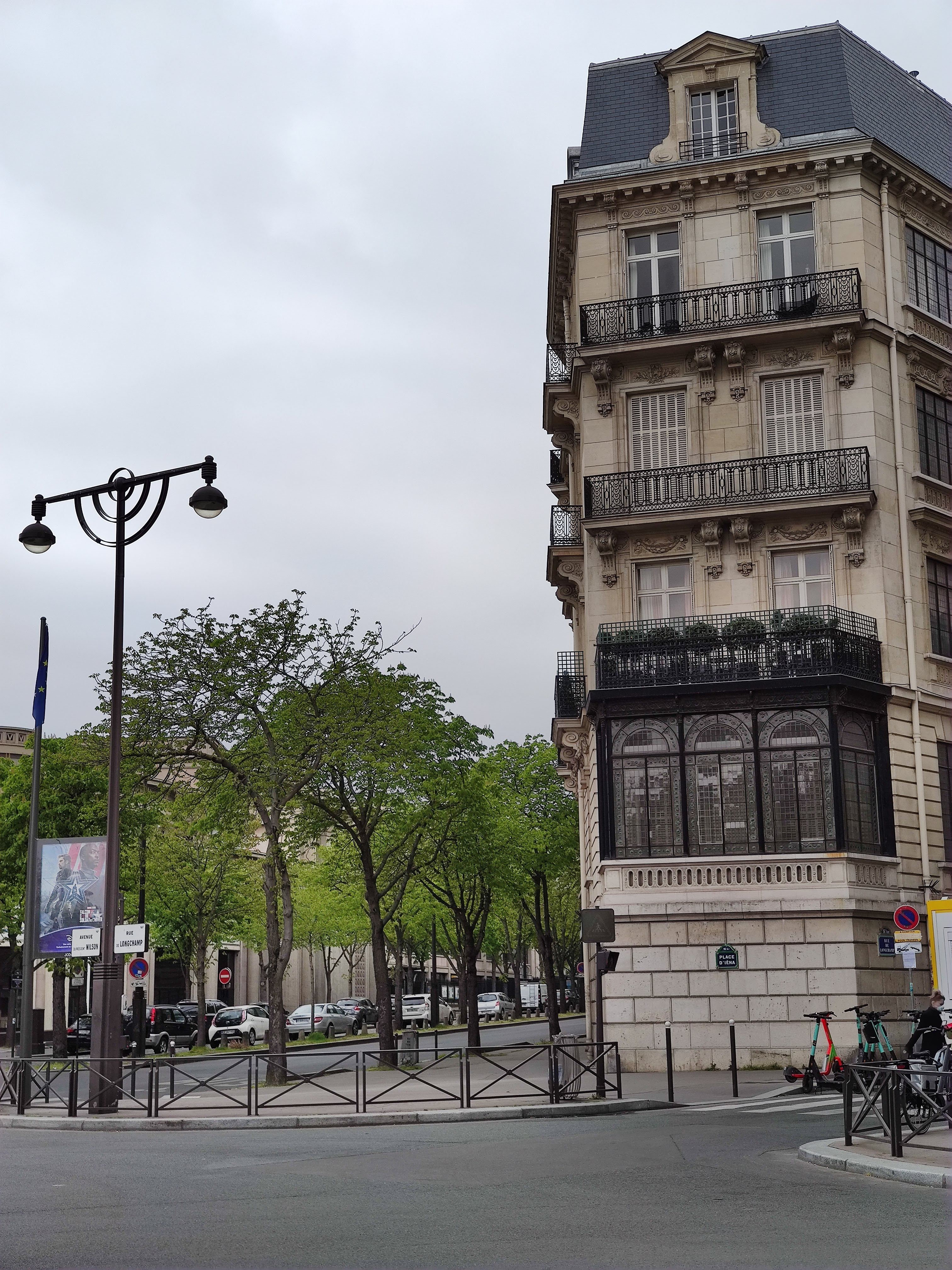
Immeuble du 1, rue de Longchamp dont une façade donne sur la place.

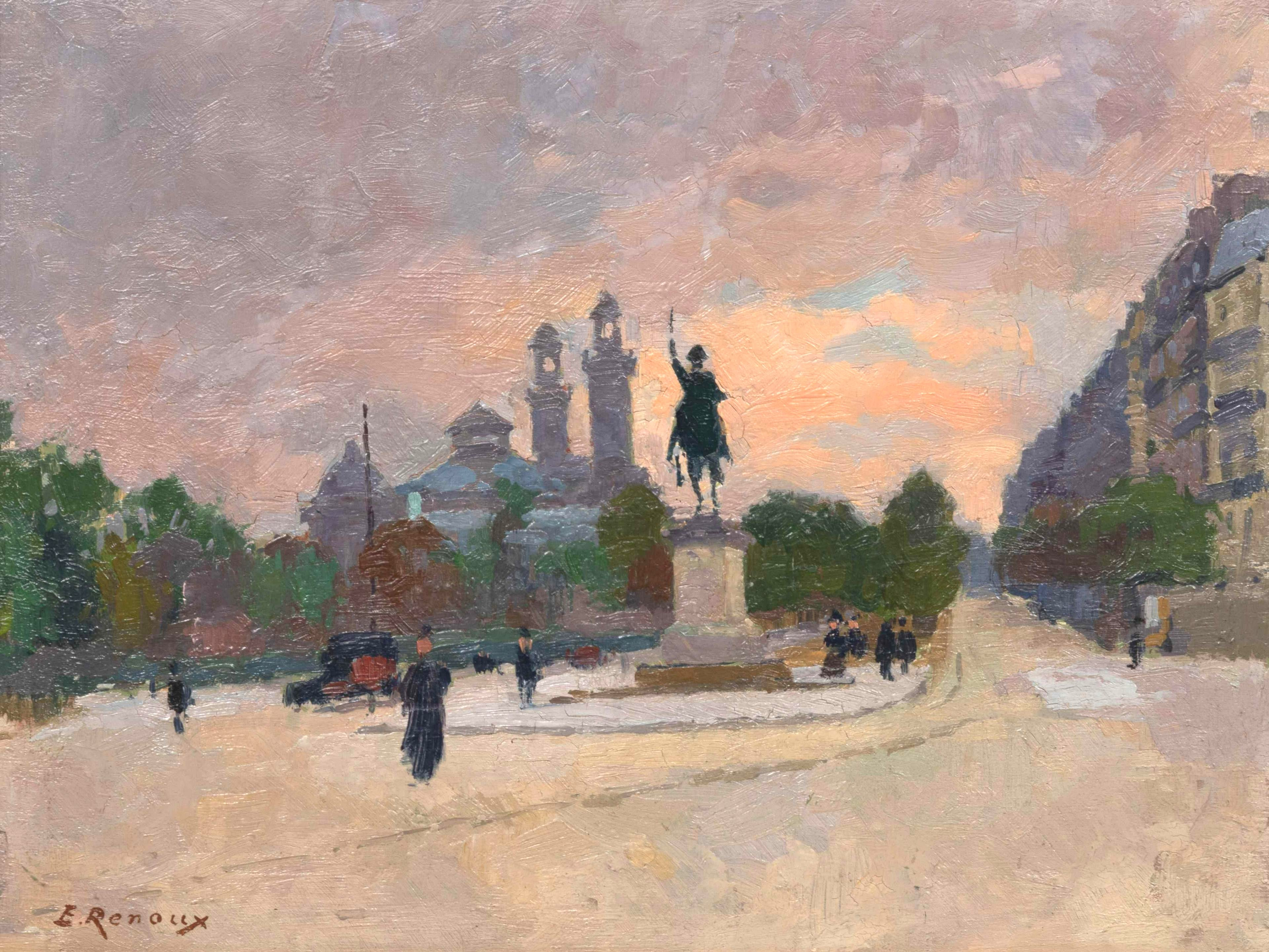
La place avec le palais du Trocadéro en arrière-plan, par Jules Ernest Renoux.

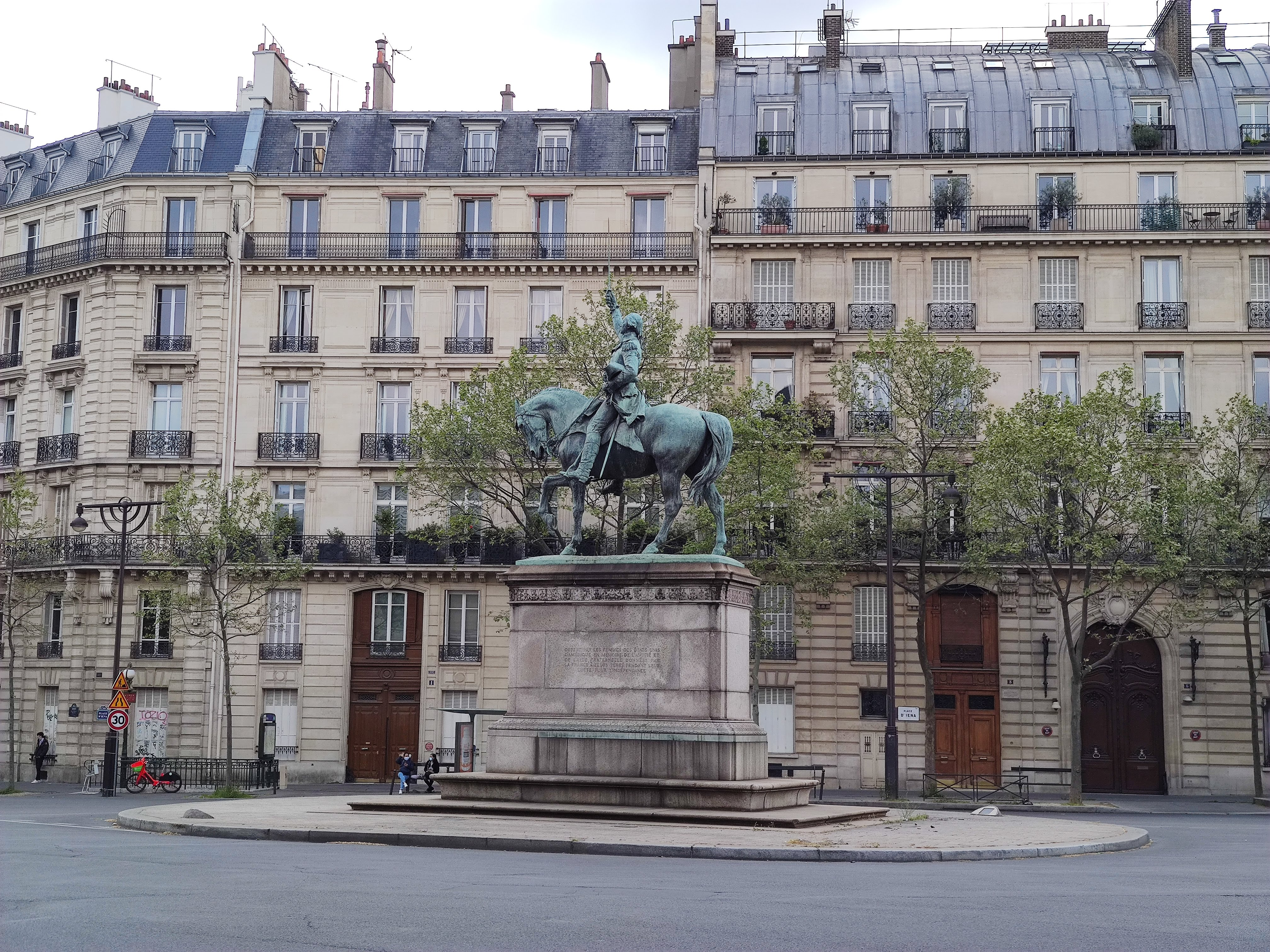
Nos 1-3 : immeubles de 1882.

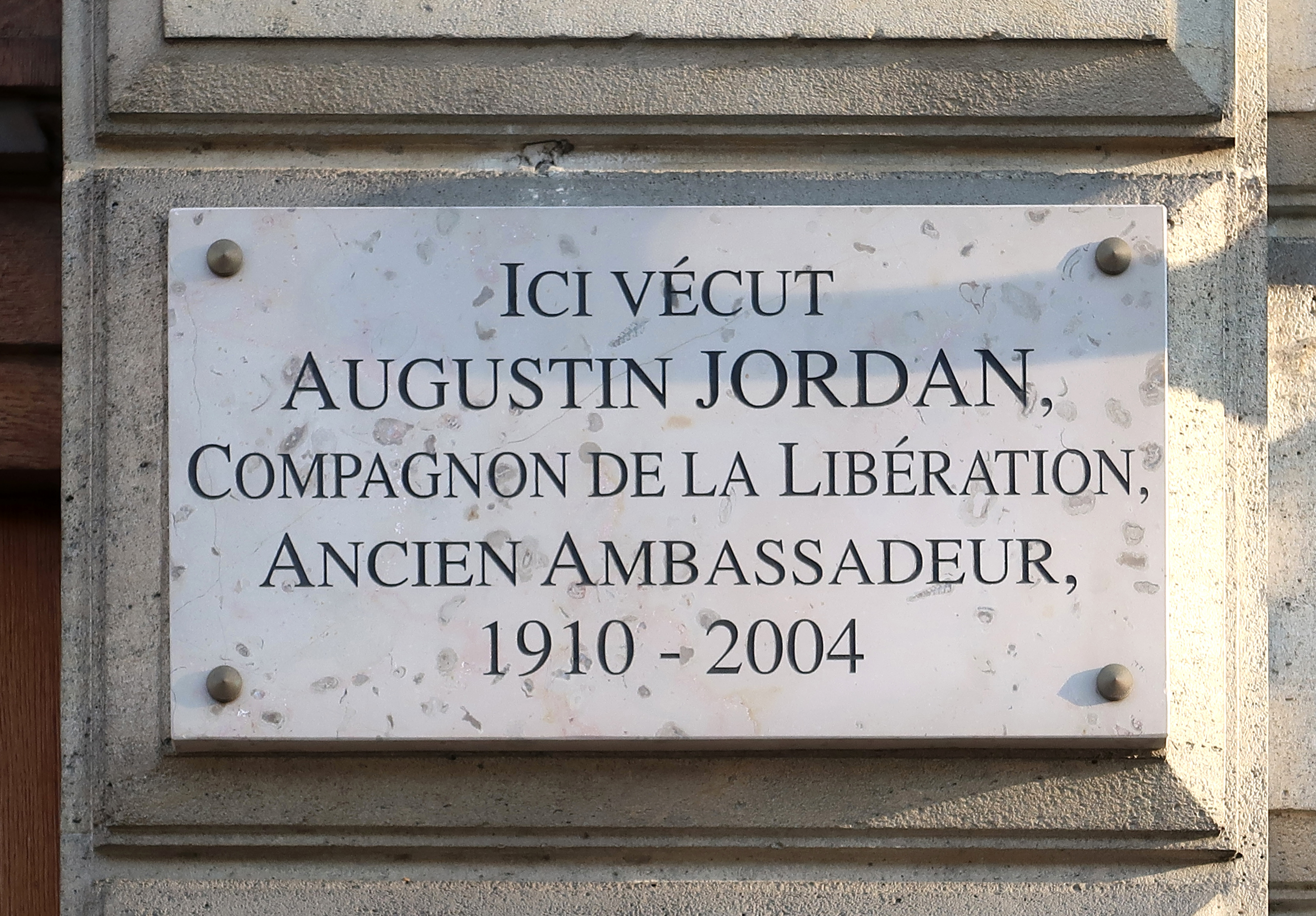
Plaque au no 3.

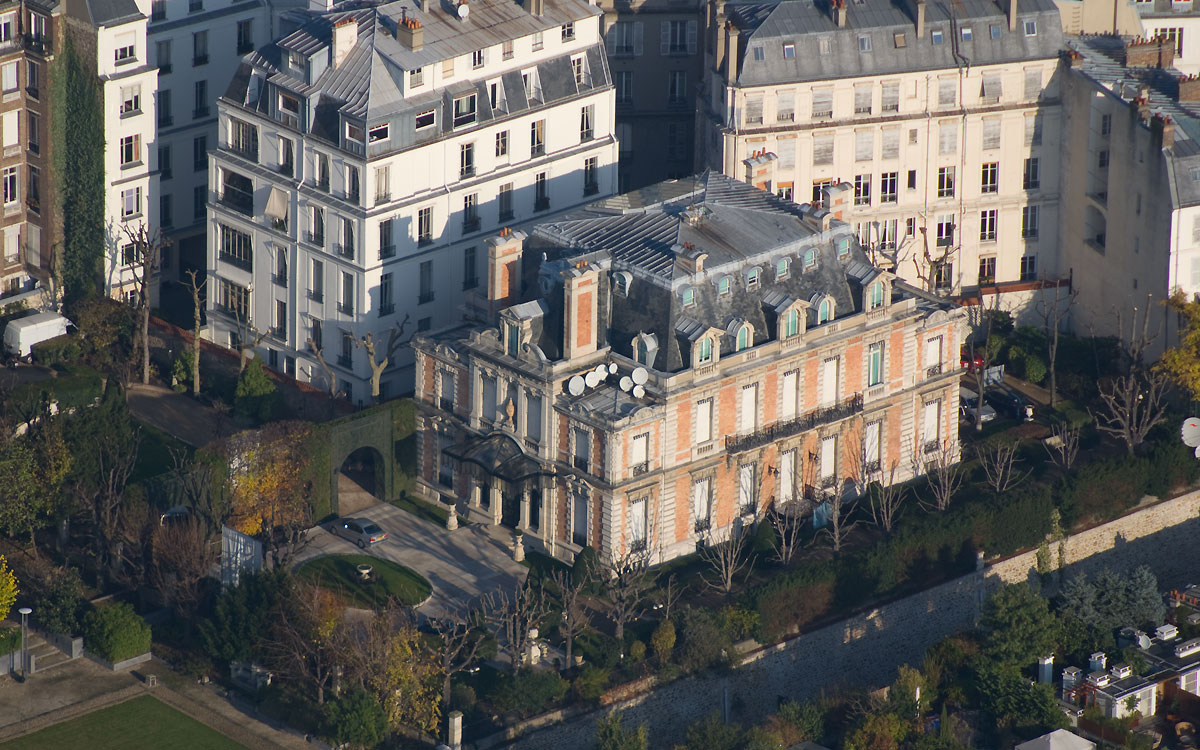
No 5.

- Le palais d'Iéna, dont la rotonde ouvre sur la place d'Iéna, fait l’objet d’un classement au titre des monuments historiques depuis le 5 juillet 1993[2].
- No 1 : immeuble de 1882[3]. La famille d'Alexandre de Marenches, futur directeur des services de renseignement extérieurs français, y loua un appartement pendant son enfance[4].
- No 3 : immeuble de 1882[3]. L’ancien ambassadeur et résistant Augustin Jordan (1910-2004) vécut à cette adresse ; une plaque y est apposée en sa mémoire[5].
- No 5 : à l’abri des regards, masqué par l’immeuble bordant la place, se trouve un hôtel particulier de 1 800 m2[6] construit et habité en son temps par Gustave Eiffel[7] puis par les princes Léon[8] (1907), Constantin[9] (1917) et Dominique Radziwill (1925)[10]. En 1919, l’ambassade des États-Unis, auparavant sise au 14, avenue d'Eylau, est transférée à cette adresse[11]. En 1922, l’hôtel particulier est racheté par l’ambassadeur lui-même[12]. En 1976, le film L'Aile ou la Cuisse y est en partie tourné, de même qu’un épisode de la série Chapeau melon et bottes de cuir en 1977. Dans les années 1990-2000, l’hôtel particulier est la résidence parisienne de l'homme politique libanais Rafiq Hariri, mort en 2005. En 2001, venu rendre visite à Hariri, le diplomate Boutros Boutros-Ghali en donne la description suivante : « On croirait le palais d’un prince saoudien... Deux lions empaillés trônent dans le hall d’entrée »[13].
- No 6 : musée national des Arts asiatiques-Guimet, inauguré en 1889.

## Au cinéma
- L'un des premiers plans du générique du film Les 400 coups (1959) de François Truffaut a été filmé passant place d'Iéna, devant la statue de Washington.
- Dans Courage fuyons (1979) d'Yves Robert, c'est place d'Iéna que la police retrouve Jean Rochefort, qui se fait passer pour amnésique après son escapade à Amsterdam.